# نقطة داندي
نقطة داندي هي موقع دخولٍ شائعٍ في جراحة الأعصاب لثقب القحف. وُصفت للمرة الأولى بواسطة دبليو إي داندي (بالإنجليزية: W E Dandy)‏ عام 1918، باعتبارها طريقةً لتصوير البطينات عبر الأسلوب القحفي. تقعُ على بعد 2 سنتيمتر (0.79 بوصة) وحشيًا من الخط الناصف [الإنجليزية]، و3 سنتيمتر (1.2 بوصة) أعلى القَمَحْدوة (الحدبة القذالية). يُوجه طرف القسطرة نحو نقطة تقع على بعد 2 سنتيمتر أعلى المقطب، ثم يُدخل مسافة 4 إلى 5 سنتيمتر أو حتى يُلاقي السائل الدماغي الشوكي.